# Alberto Vimina
Alberto Vimina da Ceneda (Belluno, República de Veneza, 1 de março de 1603 — Pieve d'Alpago, 11 de janeiro de 1667), de seu nome verdadeiro Michele Bianchi, foi um presbítero católico, aventureiro, diplomata e escritor de viagens. Também se dedicou à composição musical, compondo algumas óperas.

## Biografia
Nascido Michele Bianchi, filho de Francesco Bianchi e Diamante Fiorelli, foi ordenado sacerdote em 1638, ano em que foi nomeado capelão em Bolzano Bellunese, arredores de Belluno, cargo que manteve até 1645. Nesse ano, por razões desconhecidas, parte para Roma, depois para Nápoles e em seguida para Varsóvia, via Viena, onde passa a intitular-se Alberto Vimina, pseudónimo pelo qual ficaria conhecido, com as variantes de Alberto Vimina da Ceneda ou Alberto Vimina Bellunese (por ser natural de Belluno). Na Polónia, onde chegou por volta de 1647, acolheu-se à proteção do núncio apostólico, monsenhor Giovanni de Torres, arcebispo titular de Adrianópolis (Hadrianopolis in Hæmimonto), com quem passou a privar.
Após ter escrito da Polónia a oferecer os seus serviços, em 1650, foi contratado pelo cônsul veneziano em Viena, ao tempo Niccolò Sagredo, e pelo núncio papal naquela capital, para abordar o hetman Bohdan Khmelnytsky em Chyhyryn e propor-lhe a formação de uma coligação anti-otomana liderada pelo Sacro Império Romano-Germânico. Recebidas as suas instruções, partiu de Varsóvia para os territórios da actual Ucrânia com a missão de convencer os cossacos a combater os otomanos. Terminada a missão, retornou em 1652 para a Itália, tendo permanecido durante algum tempo em Viena. Durante a sua permanência em Viena compôs uma ópera, intitulada La gara, celebarando o nascimento de uma filha da rainha de Espanha e dedicada ao embaixador espanhol, Francisco de Moura Corte-Real, que foi estreada com a presença do imperador.
Chegado a Veneza, nesse mesmo ano, em recompensa pelo seu serviço, foi nomeado arcipreste de Pieve d’Alpago. Permaneceu pouco tempo na sua paróquia, pois foi novamente enviado pela República de Veneza numa missão diplomática, desta feita a Estocolmo, para junto da corte da rainha Cristina da Suécia defender os interesses venezianos face à guerra que se iniciava entre a Polónia e Rússia. Foi de seguida enviado a Moscovo para tentar um entendimento com os polacos que preservasse o esforço anti-otomano de que Veneza necessitava e organizasse os cossacos do Don contra os turcos. Regressou a Pieve d’Alpago em 1655, mas foi quase de imediato novamente chamado para nova missão na Ucrânia.
Em 1656, após retornar de Lviv, Vimina preparou vários relatos da sua viagem, um dos quais foi publicado em 1890 como Relazione dell' origine e dei costumi dei Cosacchi e reimpresso em tradução russa em Kievskaia starina em 1899. Também escreveu um relato mais desenvolvido sobre a Guerra Cossaco-Polaca intitulado Historia delle guerre civili di Polonia, que foi publicada postumamente em Veneza em 1671.
Voltou a Pieve d’Alpago, mas foi convocado ainda por duas vezes para em Veneza participar nas negociações com embaixadores russos enviados pelos czar. Faleceu em Pieve d’Alpago no ano de 1667.